# Kościół św. Michała Archanioła w Lipuszu
Kościół Świętego Michała Archanioła – rzymskokatolicki kościół parafialny należący do parafii pod tym samym wezwaniem (dekanat Kościerzyna diecezji pelplińskiej).
Jest to świątynia wzniesiona w latach 1866–1867 w stylu neogotyckim. Wyróżnia się trójczołowym dachem oraz maleńką wieżą (władze pruskie nie wyraziły zgody na wybudowanie większej z obawy przed zdominowaniem świątyni protestanckiej w krajobrazie Lipusza). Wnętrze świątyni pochodzi głównie z końca XIX stulecia, czyli z czasu jej budowy. Chociaż do jej wyposażenia należą elementy z drewnianej świątyni w Lipuszu, nakrytej gontem, wzniesionej w 1739 roku, która w 1890 roku została zniszczona przez pożar. Z jej wyposażenia ocalały: figurka Matki Boskiej, ołtarz św. Franciszka, dwa feretrony i inny drobny sprzęt liturgiczny. Późnobarokowa figura Matki Bożej z Dzieciątkiem powstała w 1600 roku, została wykonana z brązu i znajduje się w głównym ołtarzu. W świątyni można również zobaczyć polichromie i obraz św. Michała Archanioła namalowany w 1924 roku przez Leona Drapiewskiego.